# هنريك وليامز
هنريك وليامز (بالسويدية: Henrik Williams)‏ هو فقيه لغة وأستاذ جامعي سويدي، ولد في 16 أكتوبر 1958 في كالمار في السويد.